# Vrbjani (Mavrovo a Rostuša)

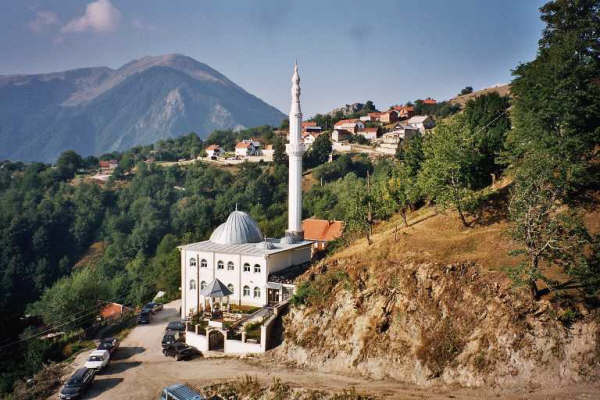
Mešita ve vesnici Vrbjani

Vrbjani (makedonsky: Врбјани, albánsky: Vërbjan) je vesnice v Severní Makedonii. Nachází se v opštině Mavrovo a Rostuša v Položském regionu. 
Podle sčítání lidu z roku 2002 žije ve vesnici 625 obyvatel. Etnickými skupinami jsou:
- Albánci – 622
- ostatní – 3